# Lucky (canción de Lucky Twice)
«Lucky» es una canción del dúo pop sueco Lucky Twice. La canción fue lanzada por primera vez en España por parte de la discográfica Vale Music, y más tarde por Universal, en el resto de Europa. Alcanzó el número uno en la lista de sencillos en España y se presentó con fuerza en otros países europeos. En Estados Unidos, la canción fue usada en las tiendas de moda de la compañía Abercrombie & Fitch.
La canción fue escrita por Niclas von der Burg, Anoo Bhagavan y Jonas von der Burg y producido por este último y fue incluido en el primer álbum de la banda, Young & Clever, publicado en 2007.

## Posicionamiento
| Listas (2006)           | Máxima puntuación |
| ----------------------- | ----------------- |
| Tracklisten             | 5                 |
| France SNEP Singles     | 8                 |
| Suomen virallinen lista | 17                |
| Ö3 Austria Top 40       | 42                |
| Sverigetopplistan       | 43                |
| Official Germany Charts | 41                |
| PROMUSICAE              | 1                 |

## Remezclas
- El Buzz Junkies Mix Club (06:44)
- DJ Tora Remix (4:32)
- Europeanz Remix (7:06)
- Extended Mix (5:21)
- Remix del Gang Bang DJ (06:41)
- Hot Stuff Mix largo (5:22)
- Hot Stuff Mix Short (04:03)
- Radio Edit (3:24)
- Riff y Rays Remix (3:14)